# KAMIGAMI-神噛-
「KAMIGAMI-神噛-」（カミガミ）は、日本のロックバンド・マキシマム ザ ホルモンの楽曲。2022年10月26日に「マキシマム ザ ホルモン 一部のアニメテーマ専用仮設チャンネル」名義で配信限定シングル『KAMIGAMI-神噛- (TV edit.)』としてワーナーミュージック・ジャパンより発売された。

## 背景
2020年12月10日と16日、YouTubeシリーズ番組『ガチンコ ザ ホルモン2』内の特別企画「ホルモンの新曲俺ならこう歌う選手権!!」がマキシマム ザ ホルモンの公式YouTubeチャンネルで2週に渡り公開された。これは様々なアーティストに共通のマキシマム ザ ホルモンの新曲のカラオケ音源と歌詞を渡し、それぞれ自由なメロディで歌ってもらうという企画で、同番組のファンであったという桜井和寿 (Mr.Children)や奥田民生、TERU (GLAY)、R-指定 (Creepy Nuts)、Ayase、粗品（霜降り明星）、GONGON、こやまたくや（ヤバイTシャツ屋さん）、ファンキー加藤らが参加した。本企画について、マキシマムザ亮君は「『演奏と歌詞が同じでも、歌い手によってメロディは千差万別である』はたまた、『原曲メロディを知らずにメロディを歌った場合、偶然に同じメロディになる事はあるのか!?』こんな実験的なことを試し、『音楽のおもしろさ』『深さ』を視聴者に伝えたい」とコメントしている。ここで使用された新曲が「KAMIGAMI-神噛-」であり、同企画内で本楽曲のサビの音源とBメロのカラオケ音源が初公開された。

## 音楽性
本楽曲は、アニメ『終末のワルキューレ』主題歌として書き下ろされた。作詞および作曲を担当したマキシマムザ亮君は、ここ数年アニメ用の楽曲提供のオファーを断っていたといい、「自分が本当に大好きで興奮して熱くなれる作品でないと、仕事の為の曲作りになってしまう気がして嫌なんです」「そんな僕が今回『終末のワルキューレ』のアニメOP曲を書き下ろしたって事は、、、つまりそういう事」とコメントしている。

## リリース・プロモーション
本楽曲が主題歌となったアニメ『終末のワルキューレ』がNetflixで配信が開始された2021年6月17日、同アニメのノンクレジットオープニング映像がマキシマム ザ ホルモンの公式YouTubeチャンネルで公開された。しかし、音源としてのリリースは楽曲発表後しばらく行なわれなかった。
2022年10月26日、「KAMIGAMI-神噛- (TV edit.)」として本楽曲のダウンロード・サブスクリプション配信がスタート。同日、アニメ『チェンソーマン』第3話エンディングテーマに起用された「刃渡り2億センチ (TV edit.)」のダウンロード・サブスクリプション配信が開始されたことに合わせて実施されたもので、これがバンドとして初の配信リリースとなった。これまでマキシマム ザ ホルモンはサブスクリプション配信をしないと宣言していたが、今回は「※2曲のみ」「※TVサイズのみ」という注釈付きでの解禁となり、両作ともにアーティスト名は「マキシマム ザ ホルモン 一部のアニメテーマ専用仮設チャンネル」名義としている。

## 収録曲
1. KAMIGAMI-神噛- (TV edit.) [1:33]
  - 作詞・作曲：マキシマムザ亮君 / 編曲：マキシマム ザ ホルモン

アニメ『終末のワルキューレ』オープニングテーマ[6]。
2023年7月7日公開された松竹配給映画『交換ウソ日記』挿入歌にも起用された[8]。